# Istituto del Primate Wyszyński

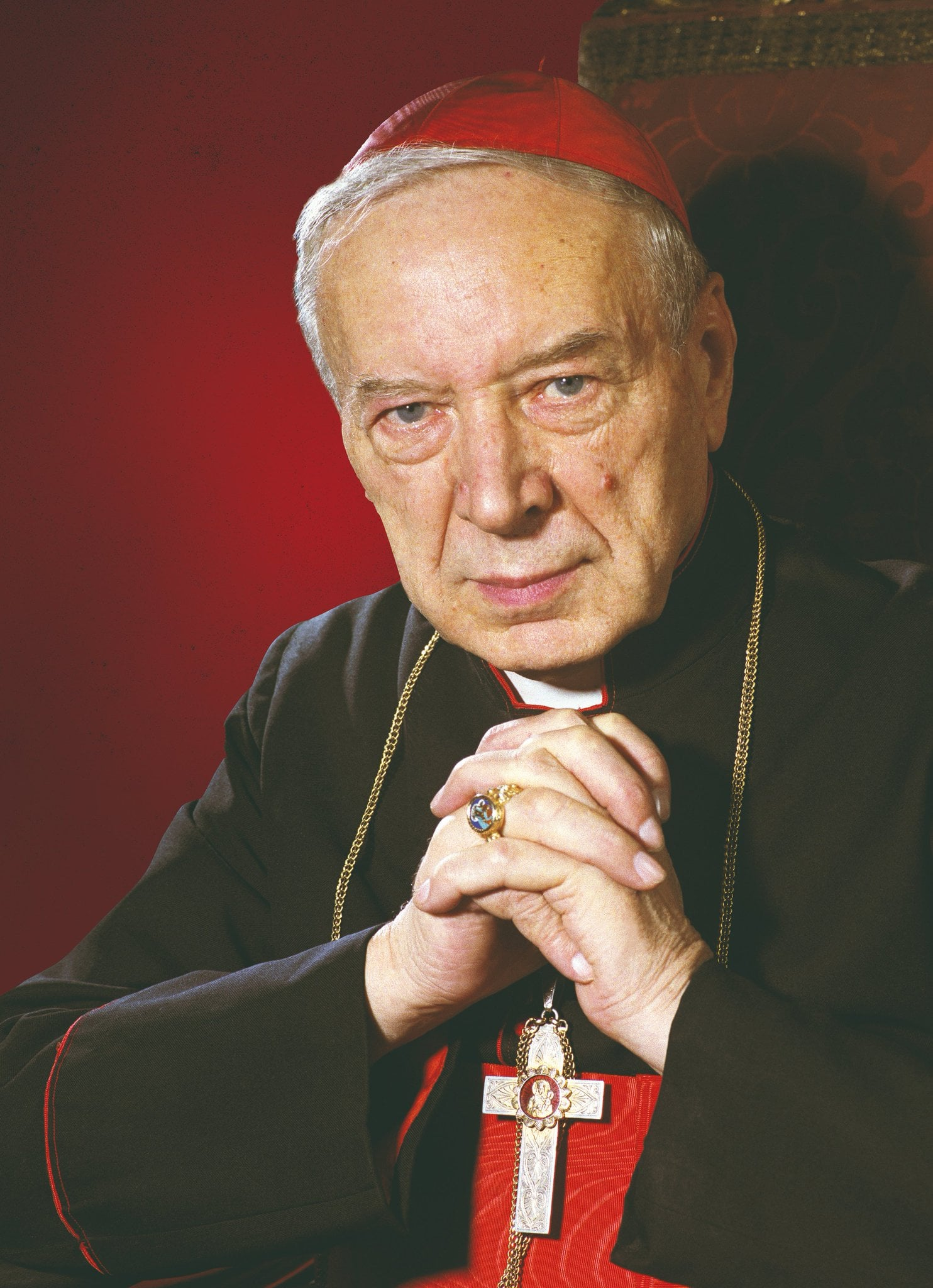
Il primate Wyszyński

L'Istituto del Primate Wyszyński (in polacco Instytut Prymasa Wyszyńskiego) è un istituto secolare femminile di diritto pontificio.

## Storia
L'istituto, detto originariamente delle "Ausiliare di Maria Chiaramontana, Madre della Chiesa", fu fondato da Maria Okońska con l'aiuto del sacerdote Stefan Wyszyński, futuro primate di Polonia.
Dall'età di 19 anni meditava il progetto di costituire sodalizi mariani di ragazze, una Città delle ragazze, e il 26 agosto 1942, a Szymanów, con alcune compagne, diede inizio all'istituto. Il sacerdote Stefan Wyszyński assunse la direzione spirituale della comunità, che in origine contava otto membri, e nelle sue mani il 26 agosto 1945 le donne emisero i primi voti.
Józef Glemp, arcivescovo di Varsavia, concesse l'approvazione diocesana all'istituto il 28 agosto 1988; l'approvazione pontificia giunse il 31 maggio 1998.

## Diffusione
La sede principale è a Varsavia.
Nel 2002 l'istituto contava un centinaio di membri.